# Moschea dello Scià (Teheran)
La moschea dello Shah (in persiano مسجد شاه), chiamata anche come moschea Soltāni e ribattezzata Moschea Imam (مسجد امام) dopo la Rivoluzione iraniana del 1979, è una moschea situata nella parte settentrionale del Grand Bazaar di Teheran, in Iran. Fu consacrata tra il 1810 e il 1825.

## Storia

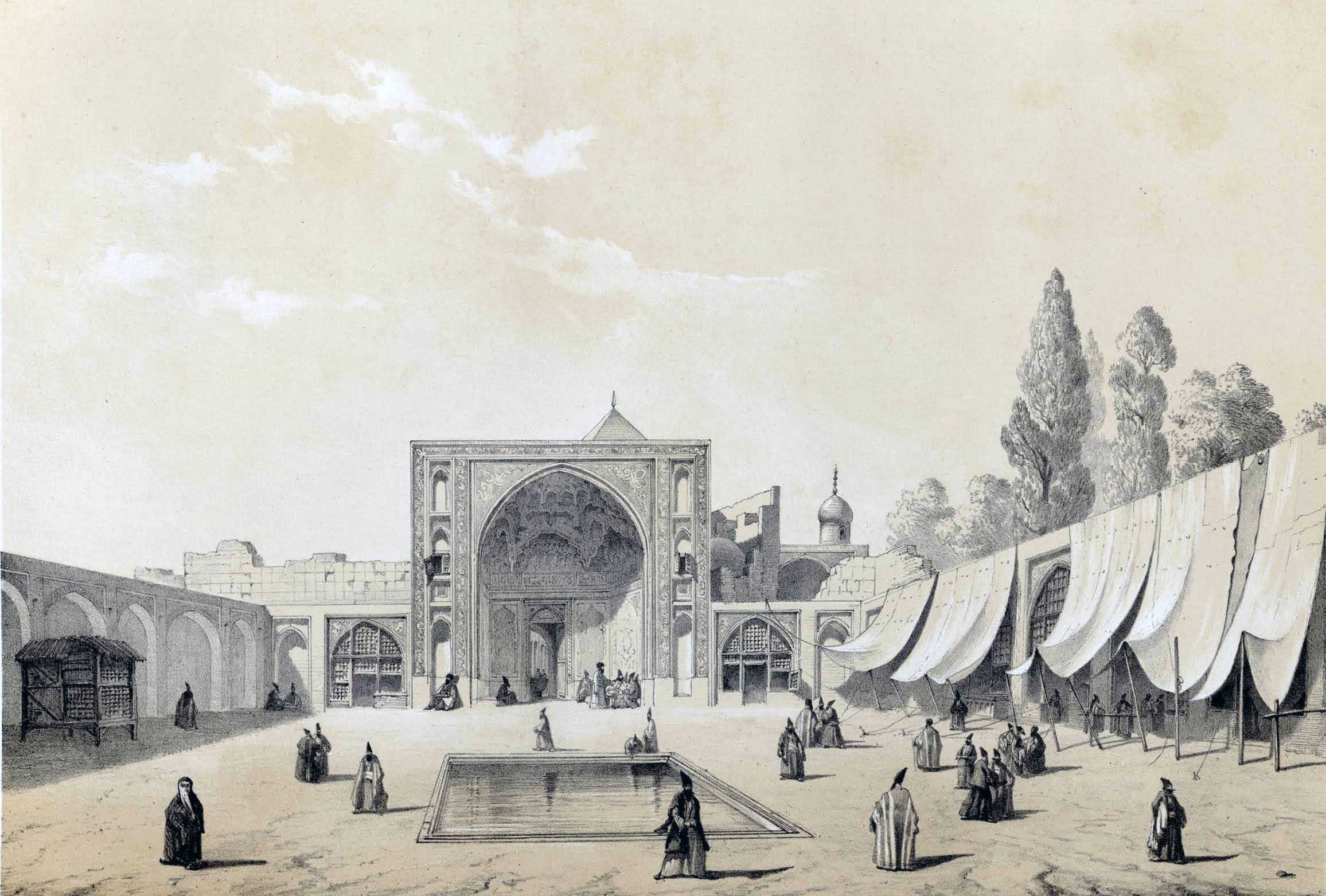
La moschea in una illustrazione del 1840 circa

La moschea fu costruita sotto il regno di Fath-Ali Shah Qajar durante la dinastia Qajar. Al momento del completamento, la moschea era considerata il monumento architettonico più significativo di Teheran.
Durante il regno di Naser al-Din Shah Qajar furono aggiunti due minareti alla struttura. La moschea è sormontata da una piccola cupola dorata e all'interno è dotata di due Shabestan.

### Eventi
Il 7 marzo 1951 Haj Ali Razmara, Primo Ministro dell'Iran, fu ucciso a colpi di arma da fuoco nel cortile della moschea da Khalil Tahmasebi, che fu descritto come un "fanatico religioso" dal New York Times.